# Allan Martin
Allan Martin (Port Talbot, 11 dicembre 1948) è un ex rugbista a 15 gallese, ruolo seconda linea.
Ha indossato la maglia della Nazionale gallese per la prima volta il 10 novembre 1973 a Cardiff, contro l'Australia (24-0 per i gallesi).

Ultima presenza con la nazionale il 7 marzo 1981 a Parigi contro la Francia (19-15 per i francesi).
Ha vinto il torneo Cinque Nazioni con la sua nazionale nel 1975, 1976, 1978 e 1979.
Nel 1977 ha disputato una partita con la selezione dei British and Irish Lions.